# Brough (East Riding of Yorkshire)
Brough – miasto w północno-wschodniej Anglii, w hrabstwie East Riding of Yorkshire, położone na północnym brzegu estuarium Humber, 16 km na zachód od miasta Hull i 249 km na północ od Londynu. W 2011 roku liczyło 12 472 mieszkańców.
W latach 1916–2020 w Brough funkcjonowały zakłady produkcyjne samolotów, pierwotnie należące do wytwórni Blackburn Aircraft (do 1963), następnie do Hawker Siddeley (do 1977), British Aerospace (do 1999) i BAE Systems.